# Cyrtonus punctipennis
Cyrtonus punctipennis é uma espécie de artrópode pertencente à família Chrysomelidae.